# Antonija Sandrić

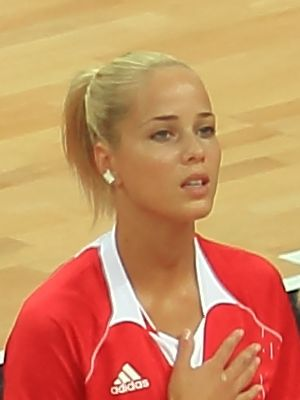
Antonija Sandrić bei den Olympischen Sommerspielen 2012

Antonija Sandrić geb. Mišura (* 19. Mai 1988 in Šibenik) ist eine kroatische Profi-Basketballspielerin. Sie spielt als Point Guard und Shooting Guard für Samsun Canik Belediye Spor in der Türkiye Kadınlar Basketbol Süper Ligi sowie für die kroatische Nationalmannschaft der Damen, wobei sie unter anderem für ihren schnellen und aggressiven Stil bekannt wurde.

## Biographie
Als Kind spielte sie vor allem Volleyball, aber dem Beispiel ihrer älteren Schwester und ihrem ebenfalls aus Šibenik stammendem Vorbild Dražen Petrović folgend interessierte sie sich zunehmend für Basketball.
Ihre professionelle Karriere begann 2005 bei ŽKK Vidici Dalmostan und 2007 bei ŽKK Šibenik (Jolly JBS), mit dem sie 2008 sowohl die nationale Meisterschaft als auch den Croatian Cup (Ružica Meglaj-Rimac Cup) gewann.

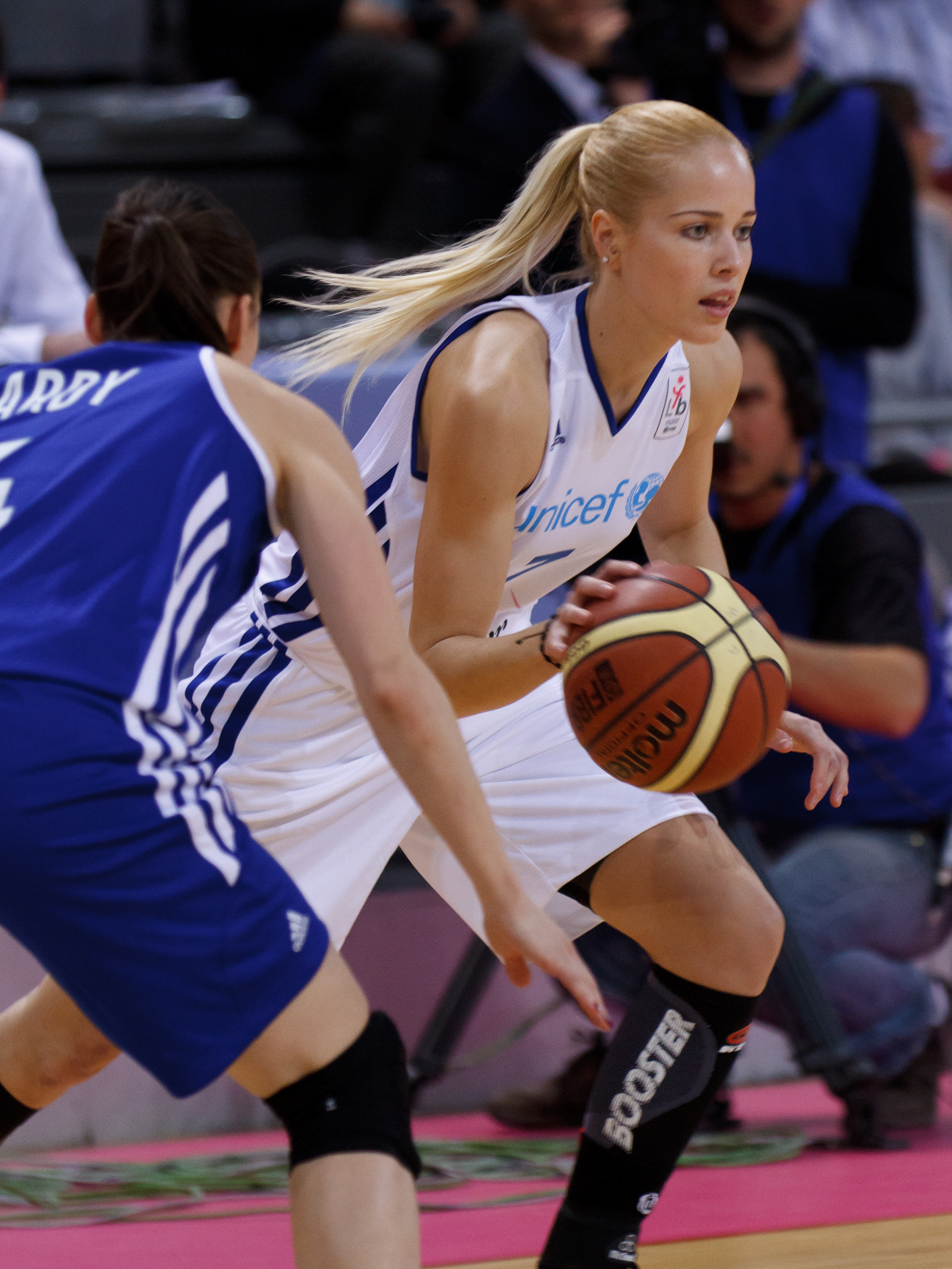
Antonija Sandrić, 2014

Mit der Nationalmannschaft gewann sie die Bronzemedaille bei den Mittelmeerspielen 2009, kam bei der Basketball-Europameisterschaft der Damen 2011 auf den fünften Platz sowie bei den Olympischen Sommerspielen 2012 auf den zehnten Platz und nahm auch an der Basketball-Europameisterschaft der Damen 2013 teil.
Antonija Mišura wird in den Medien oft als die „schönste Sportlerin Kroatiens“ beschrieben.
Mišura kommentierte, dass ihr diese Aufmerksamkeit sowohl angenehm als auch lästig sei. Sie hat die meisten Angebote, als Fotomodell zu arbeiten, abgelehnt und fokussierte sich stattdessen auf ihre Karriere und Ausbildung. Im Jahr 2012 studierte sie Tourismusmanagement in Šibenik.
Im August 2015 heiratete sie ihren langjährigen Freund, den kroatischen Basketballspieler Marko Sandrić.

## Trivia
Eine Umfrage bei 80 akkreditierten Fotografen aus 23 Ländern kürte sie 2009 zur Miss Mediterranean Games. Der amerikanische Bleacher Report nannte sie 2012 die schönste Sportlerin der Olympiade, Das amerikanische Unterhaltungs- und Lifestyle-Magazin Muze beschrieb sie als eine der beeindruckendsten Athletinnen der Olympischen Sommerspiele 2012, und ihr Auftritt in London führte zu ähnlichen Berichten in dem New England Sports Network und der serbischen Zeitung Blic. Die kroatischen Medien zitierten einen Tweet des NBA-Spielers Nate Robinson, der, nachdem er Mišura beim Spiel von Kroatien gegen die Tschechische Republik gesehen hatte, schrieb, dass sie wohl die schönste Basketballspielerin sei, die sich je ihre Sportschuhe geschnürt habe („might be the most beautiful woman basketball player ever to lace up some sneakers“).